# Кольмор
Кольмор (нім. Kollmoor) — громада в Німеччині, розташована в землі Шлезвіг-Гольштейн. Входить до складу району Штайнбург. Складова частина об'єднання громад Брайтенбург.
Площа — 3,34 км2. Населення становить 33 ос. (станом на 31 грудня 2020).